# Kambaarzen
Kambaarzen (Kurtidae) zijn een familie van straalvinnige vissen uit de orde van Baarsachtigen (Perciformes).

## Geslacht
- Kurtus Bloch, 1786